# Mihail Ghelmegeanu
Mihail Ghelmegeanu (n. 25 iunie 1896, Craiova, România – d. 1984, București, România) a fost un avocat și om politic român, subsecretar de stat și ministru al lucrărilor publice și comunicațiilor în mai multe guverne din perioada interbelică.

## Biografie
După ce a urmat Facultatea de Drept și de Litere la București, Mihail Ghelmegeanu își ia doctoratul în drept la Paris, în 1922, intrând în același an în Baroul Ilfov. A devenit deputat al P.N.Ț. în 1928, din partea județului Ismail. Mihail Ghelmegeanu a fost ministrul Lucrărilor Publice   și a Comunicațiilor  în guvernele Miron Cristea, Armand Călinescu, Gheorghe Argeșeanu, Constantin Argetoianu și ministru de Interne. După cel de-al Doilea Război Mondial este ales în Marea Adunare Națională în 1948. În aceeași perioadă predă la Facultatea de Drept din București până în 1953, fiind apoi cercetător  la Institutul de Cercetări Juridice al Academiei Române. Mihail Ghelmegeanu a fost membru în delegația Republicii Populare Române  la Conferința ONU despre legea maritimă care a avut loc la Geneva în perioada 24 februarie - 27 aprilie 1958.

## Distincții
- Ordinul Muncii clasa a III-a (30 decembrie 1957) „cu ocazia celei de a zecea aniversări a proclamării Republicii Populare Romîne și pentru merite deosebite în îndeplinirea sarcinilor date de Partidul Muncitoresc Romîn, pentru merite deosebite pe tărîmul construcției de stat, economice, sociale, culturale și obștești”[4]
- Ordinul „Steaua Republicii Populare Romîne” clasa a III-a (10 august 1964) „pentru merite deosebite în opera de construire a socialismului, cu prilejul celei de a XX-a aniversări a eliberării patriei”[5]
- Ordinul „Meritul Cultural” clasa a III-a (26 septembrie 1966) „pentru merite deosebite în activitatea literară, artistică și de răspîndire a culturii naționale, cu prilejul Centenarului Academiei Republicii Socialiste România”[6]